# 真下信一
真下 信一（ました しんいち、1906年10月24日 - 1985年2月9日）は、日本の哲学者。名古屋大学名誉教授。
京都府福知山市生まれ。京都府立一中、第三高等学校から京都帝国大学文学部哲学科に学ぶ。中学の同期には湯川秀樹がいた。三高時代には武田麟太郎と親交を結んだ。大学の同窓には戸坂潤がいた。大学院に進学、1933年の滝川事件のときには院生代表として活動する。院修了後は同志社大学勤務、のち教授。
1935年中井正一らと雑誌『世界文化』を創刊、反ファシズムの立場で活動したが、1937年11月、新村猛らとともに治安維持法違反の容疑で検挙された。
戦後は、民主主義科学者協会に所属しながら唯物論哲学の立場で発言、名古屋大学助教授、教授。1970年退官後、多摩美術大学学長。日本学術会議会員。
青木書店から全5巻の著作集が刊行されている。

## 著書
- 新しき世代のために 塙書房 1948
- 実存と現実 白日書院 1948
- 新しき世代のために 続 塙書房 1949
- 希望と絶望 細川書店 1950 (細川新書
- 青年と国家の運命 みすず書房 1952 (教養の書
- 幸福論 河出書房 1952 (市民文庫
- 人間の回復 新評論社 1955
- 学生の生き方 1955 (河出新書)
- 若い日の生き方 文理書院 1956
- 生活と思想 1956 (河出新書)
- 生きかた考えかた 現代と新しい世代 青春出版社 1957 (青春新書)
- 幸福のモラル 生きること・愛すること くろしお出版 1959
- 生きるとはどういうことか 青春出版社 1959 (青春新書)
- 現代の生き方 青春出版社 1960 (青春新書)
- 学生の生き方考え方 今日を生き明日にそなえる精神の糧 大和書房 1967 (銀河選書)
- 時代に生きる思想 1971 (新日本新書)
- 人間と思想 若い日に考えること あゆみ出版社 1972 (国民の大学)
- 思想の現代的条件 一哲学者の体験と省察 1972 (岩波新書)
- 学問・思想・人間 1974 (青木文庫)
- 理性とヒューマニズム 大月書店 1976 (国民文庫)
- 学問と人生 青木書店 1979.4 (真下信一著作集 第1巻)
- 時代と思想 青木書店 1979.6 (真下信一著作集 2)
- 人間と理性 青木書店 1979.9 (真下信一著作集 3)
- ヒューマニズムの精神 青木書店 1979.11 (真下信一著作集 4)
- 歴史と証言 青木書店 1980.3 (真下信一著作集 第5巻)
- 君たちは人間だ 新日本出版社 1983.12 (かもしか文庫
- いかに生きるかいかに学ぶか 新日本出版社 1985.10
- 自由と愛と 現代を生きる人間の哲学 青木書店 1985.12

## 共編著
- 主体性論争 白揚社 1948
- 映画の中の女性像 福田淳共著 1956 (河出新書)
- 人生に関する七十二章 三一書房 1957
- 愛に関する七十二章 三一書房 1957
- 幸福に関する七十二章 三一書房 1957
- 悪に関する七十二章 三一書房 1958
- 性に関する七十二章 三一書房 1958
- 神に関する七十二章 三一書房 1958
- 死に関する七十二章 三一書房 1958
- 芸術に関する七十二章 三一書房 1958
- 愛について 永遠のことば  三一書房 1965 (高校生新書)
- 幸福について 永遠のことば  三一書房 1965 (高校生新書)
- 人生について 永遠のことば  三一書房 1965 (高校生新書)
- 岩波講座哲学 第2 現代の哲学 古在由重共編 岩波書店 1968
- 人間・科学・科学者 大谷省三共編 時事通信社 1974 (市民の学術双書)
- 政治と宗教 高橋磌一共編 時事通信社 1974 (市民の学術双書)
- 自立への旅立ち 青春の序曲 学習の友社 1980.2
- 人生についてのアンソロジー 真樹社 1980.10
- 愛についてのアンソロジー 真樹社 1980.10
- 幸福についてのアンソロジー 真樹社 1980.10
- 死についてのアンソロジー 真樹社 1980.12
- 悪についてのアンソロジー 真樹社 1980.12
- 性についてのアンソロジー 真樹社 1980.12
- 芸術についてのアンソロジー 真樹社 1981.1
- 神についてのアンソロジー 真樹社 1981.1

## 翻訳
- フイヒテの無神論論争とカント哲学 リッケルト 岩波書店 1930
- ヘーゲル全集 第1 哲学体系 1 小論理学(脇坂光次共訳)  岩波書店 1931
- ヘーゲル全集 13 哲学史 中巻の2 岩波書店 1941.12
- 弁証法入門 ヘーゲル 三笠書房 1948
- アリストテレス論 ヘーゲル 史学社 1948
- 精神現象学序言 歴史哲学緒論(ヘーゲル 世界大思想全集 河出書房 1955
- 近世哲学史 フォイエルバッハ 1955 (河出文庫)
- 運命の転回 ルカーチ 藤野渉,竹内良知訳 平凡社 1957-58
- マルクス主義と偏見なき精神 J.ルイス 竹内良知,藤野渉共訳 1959 (岩波現代叢書)
- 哲学史 中巻 1 ヘーゲル全集 第12 岩波書店 1961
- ドイツ・イデオロギー / マルクス,エンゲルス 改訳 大月書店 1965 (国民文庫)
- ヘーゲル法哲学批判序論 マルクス 大月書店 1970 (国民文庫)
- ヘーゲルとわれわれ マルクス主義への哲学的最大遺産 エアハルト・ランゲ編 大月書店 1971
- アナーキズム的ユートピア論 自由と秩序 ブルーノ・フライ 宮本十蔵共訳 青木書店 1976